# Еміл-Раковиці (печера)
Еміл-Раковиці, Попелюшка (рум. Peștera «Emil Racoviță») — карстова печера, розташована в північних регіонах Молдови в Бричанському районі біля села Крива. Вона була названа на честь видатної людини, духовної особи Еміля Раковіце. У середовищі професійних дослідників печер (спелеологів) печеру знають під іншим ім'ям — Попелюшка.

## Відкриття
Це дивовижне гіпсове утворення було відкрито відносно недавно — в 1959 році. Причому виявлення печери сталося зовсім несподівано — на півночі села Кріва робітники просто вели роботи в гіпсовому кар'єрі, як перед ними з'явилася щілина в підземеллі. З щілини відразу ж почала виливатися вода, що затопила всю округу.

## Опис
Ця печера належить до складених з гіпсу, у рейтингу собі подібних печера Еміл Раковіце займає почесне третє місце в Європі і сьоме у світі.
Наукові дослідження печери почали вести ще пізніше — в 1977 році. У 1991 році урядом Молдови було прийнято постанову, за якою печери біля села Кріва, в тому числі і печера Еміль Раковіце, стали об'єктами державної охорони.
За даними, наявними в даний час, всі ходи печери Еміль Раковіце в цілому мають протяжність 90 км. Тунелі цієї печери утворюють в її глибині справжній лабіринт, який має місцями 3, а місцями і 4 рівні. Дуже часто ходи печери розширюються, утворюючи тим самим так звані зали. Таких залів у всій порожнині печери Еміль Раковіце дуже багато. Найбільше захоплення і подив у публіки викликають зали під назвою «Собор», «Зал очікування» і «Зал ста метрів». Вони мають найбільшу значну довжину і ширину з усіх залів печери: від 60 до 100 м завдовжки і від 30 до 40 м завширшки. Висота ж залів також значна — доходить і до 11 м. У найбільших залах є велика кількість природних колон, без яких швидше за все стався би обвал зали. Загальний же обсяг печери становить близько 680 тисяч кубічних метрів.
Крім залів екскурсійні групи в печері Еміль Раковіце також часто затримуються біля місцевих озер. Ці підземні утворення являють собою невеликі водойми, що займають карстові ніші. Загальна чисельність озер печери — 20 штук. Найбільші розміри серед них мають озера «Даків», «Царське», «Синє», «Прозоре» і «Зелене». Їх довжина варіює від 8 до 15 м, ширина — від 5 до 10, а середня глибина становить 2 м.
Повітря, що утворюється серед місцевого карсту, багате на іонізовані частки, які сприятливо впливають на загальне самопочуття. Прямо від гіпсових стін печери починають свій шлях коралові гряди, які прямують до одного із заповідників Молдови — Педуря Домняске. Рифи трохи меркнуть на тлі печери, проте їх значення для природи країни надзвичайно велике. Варто тільки подумати — цим рифам вже близько 20 мільйонів років. Раніше вони були на дні Сарматського моря, проте час стер море і на його місці утворилася нинішня Молдова.
Ще одна незрозуміла особливість печери полягає в тому, що всі підземні зали та галереї рясно вкриті шаром ніжної глини найрізноманітніших відтінків: зелений, блакитний, червоний, чорний, білий тощо. На деяких з підземних трасах спелеологи-любителі виготовили незвичайні глиняні фігури, які одночасно є своєрідними покажчиками шляху до найцікавіших для відвідування залів і галерей.
Відвідування печери можливо малими групами у супроводі досвідчених гідів-спелеологів. Кожен учасник походу повинен бути забезпечений спелеологічний спорядженням. Підземні траси не марковані.
В даний час печера Еміль Раковіце, або, як її ще називають, Попелюшка, є об'єктом глибокого інтересу газети «Natura», Екологічного Руху Молдови, а також Національного Агентства «Naturopa». Спільними зусиллями ці організації роблять різні дії для порятунку природи печери. Незабаром очікується відправка експедиції в печеру, яка повинна буде вивчити ще 89 км підземелля.

## Галерея

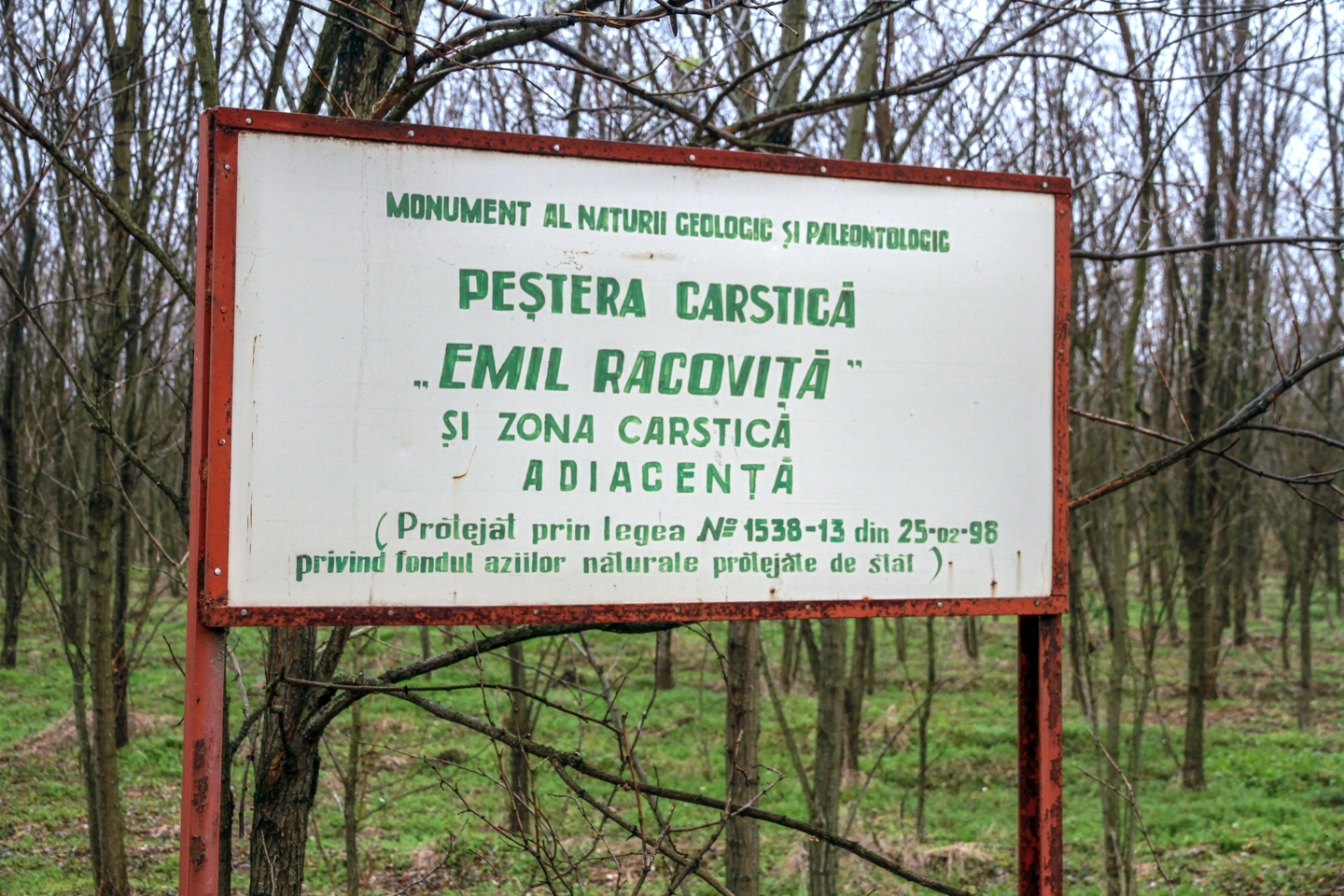
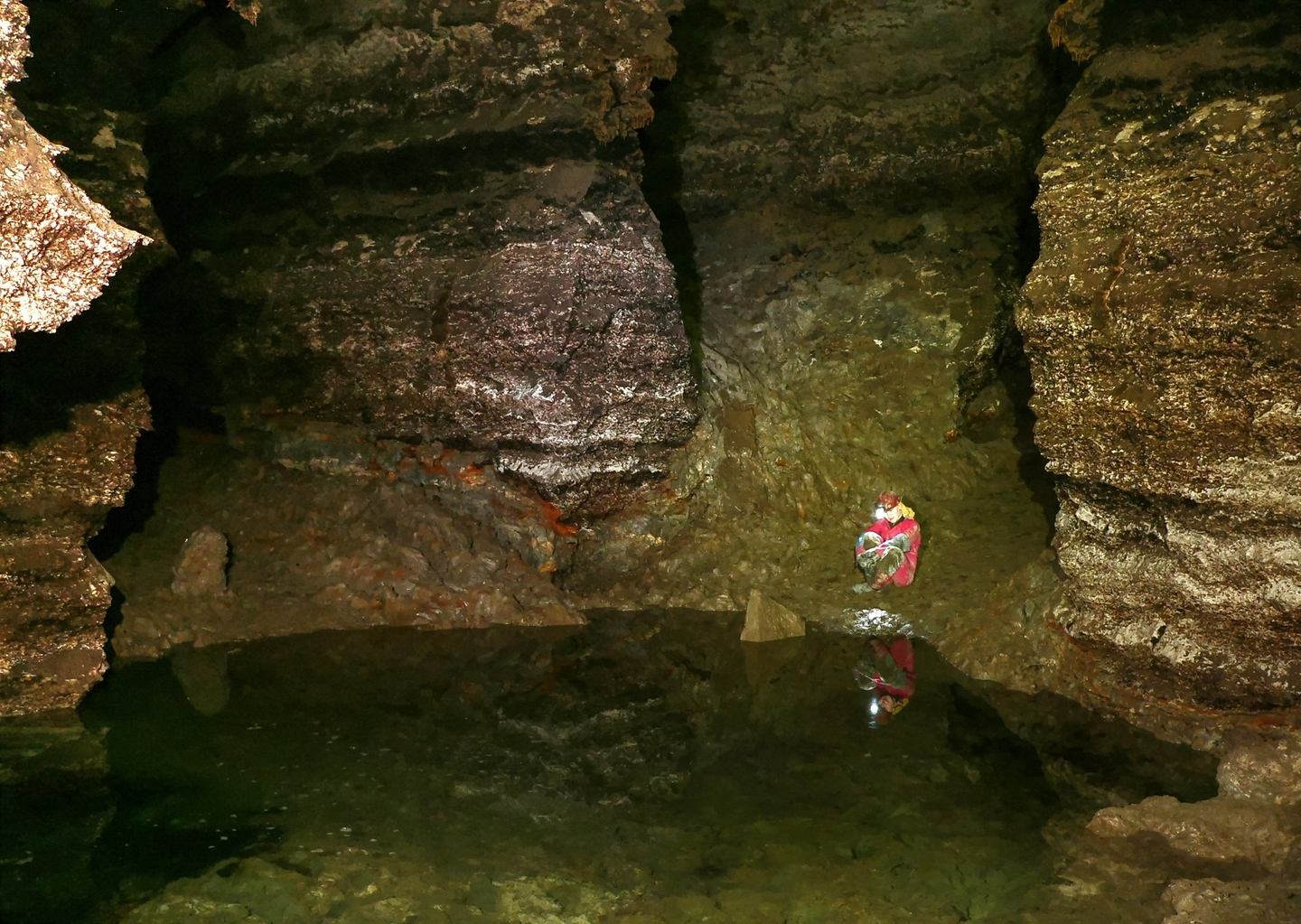
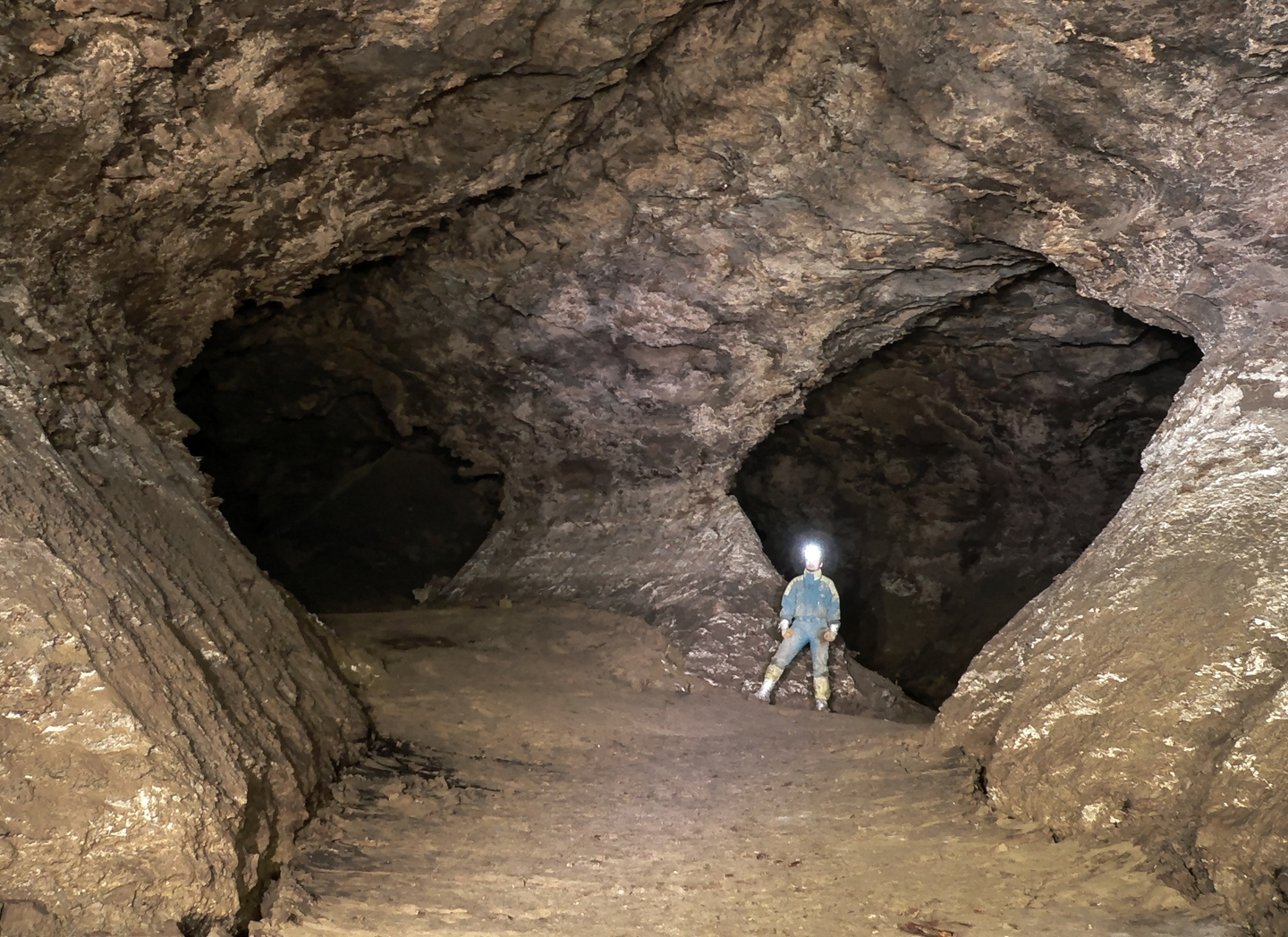
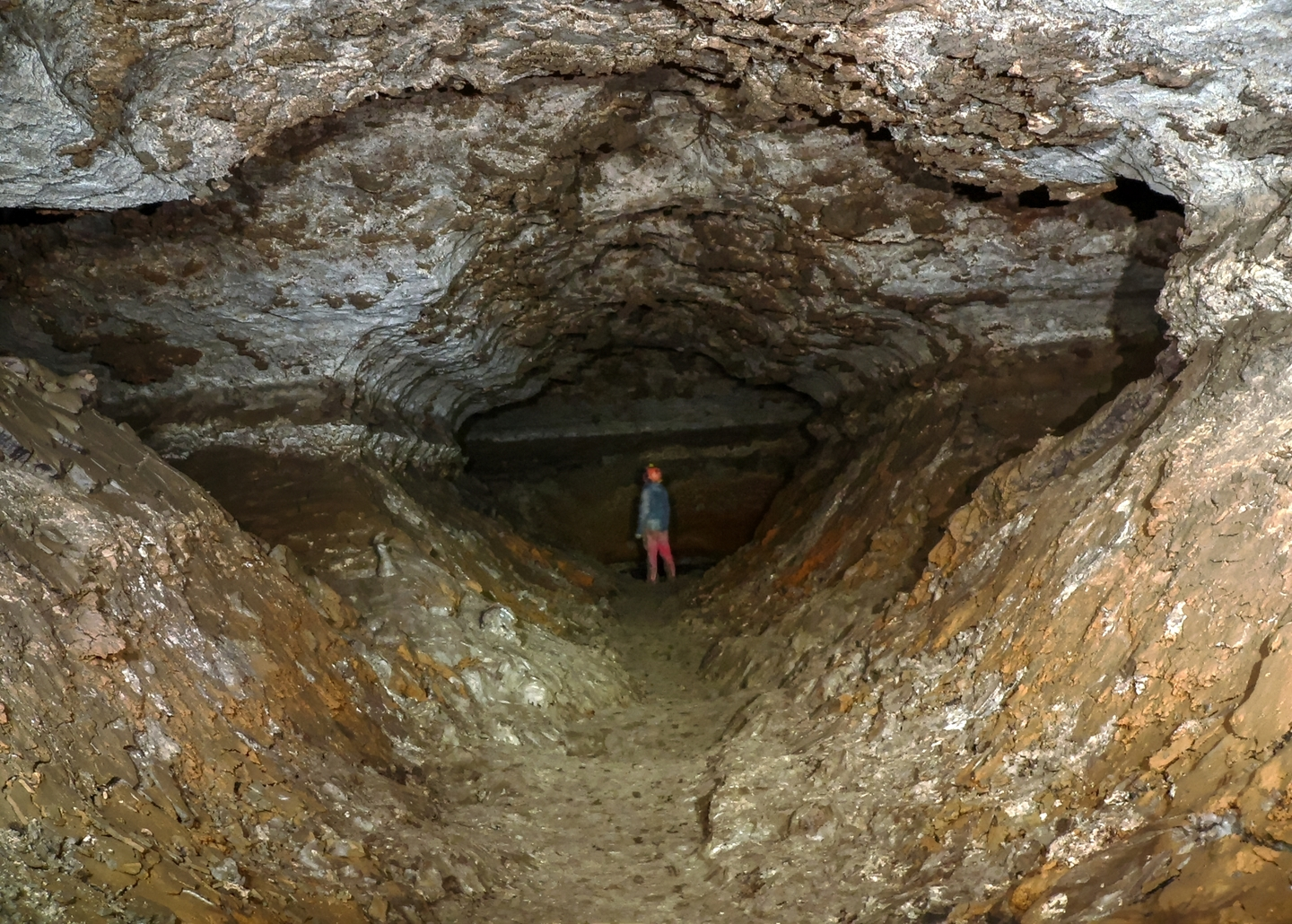
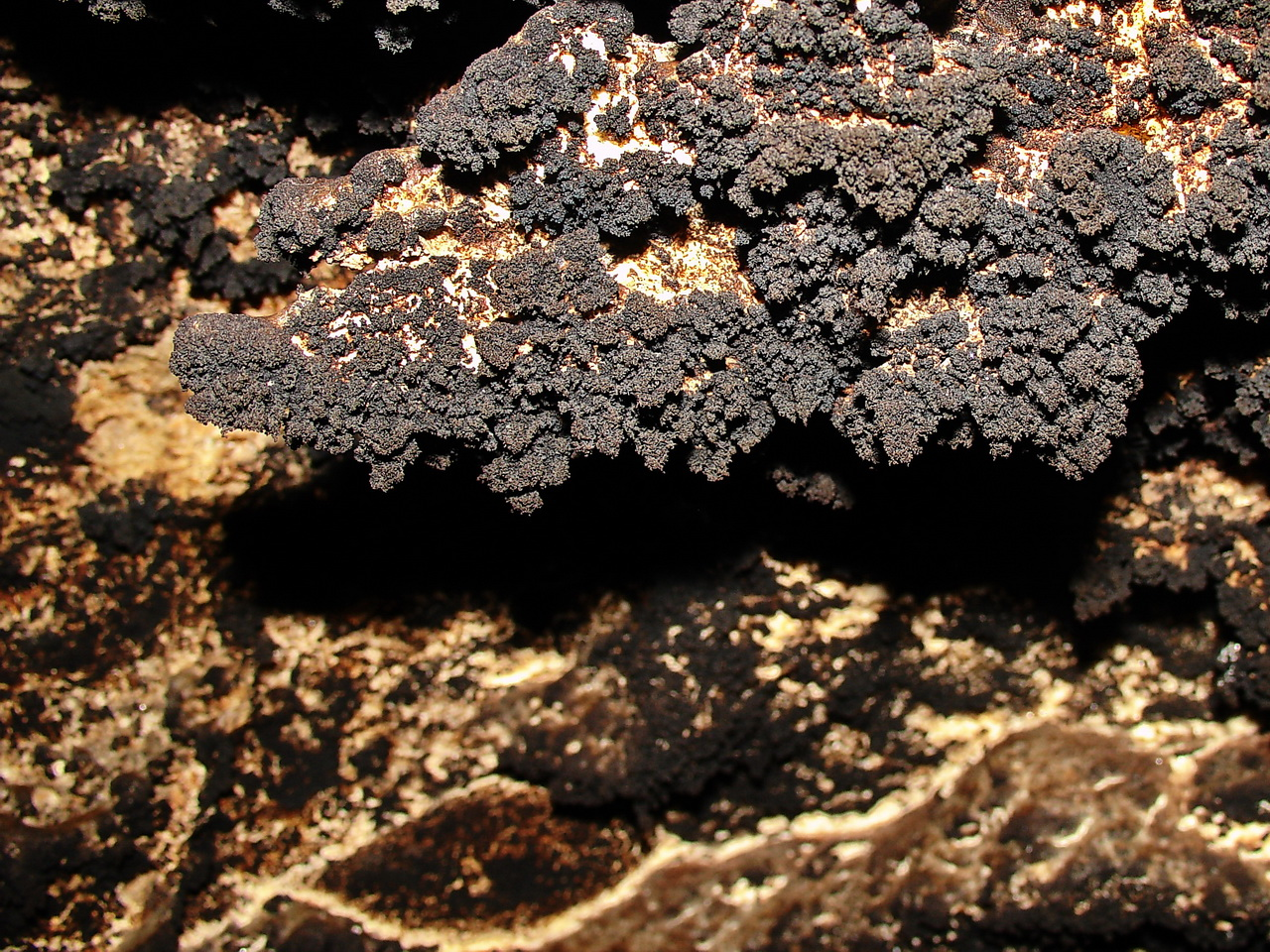
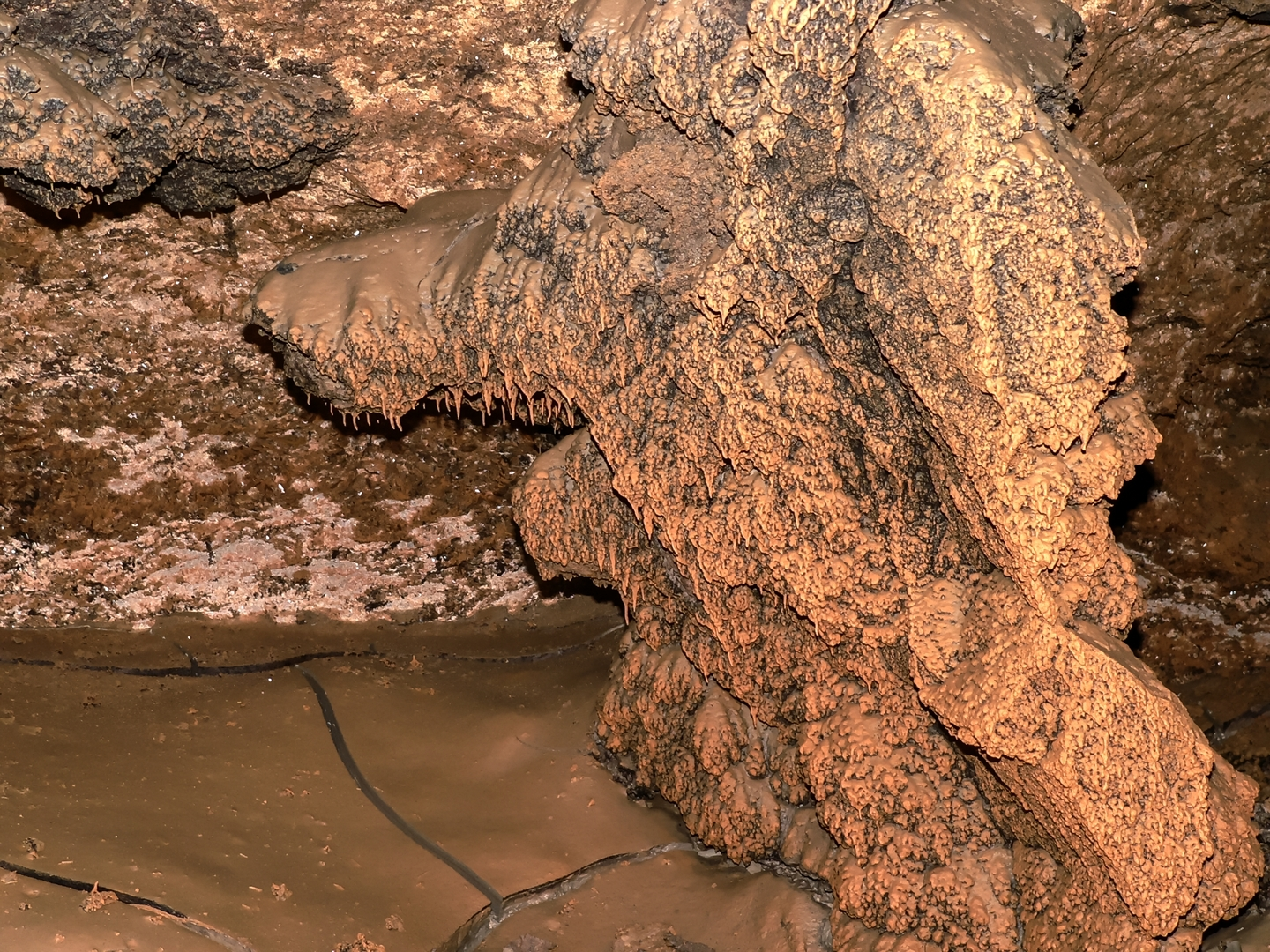
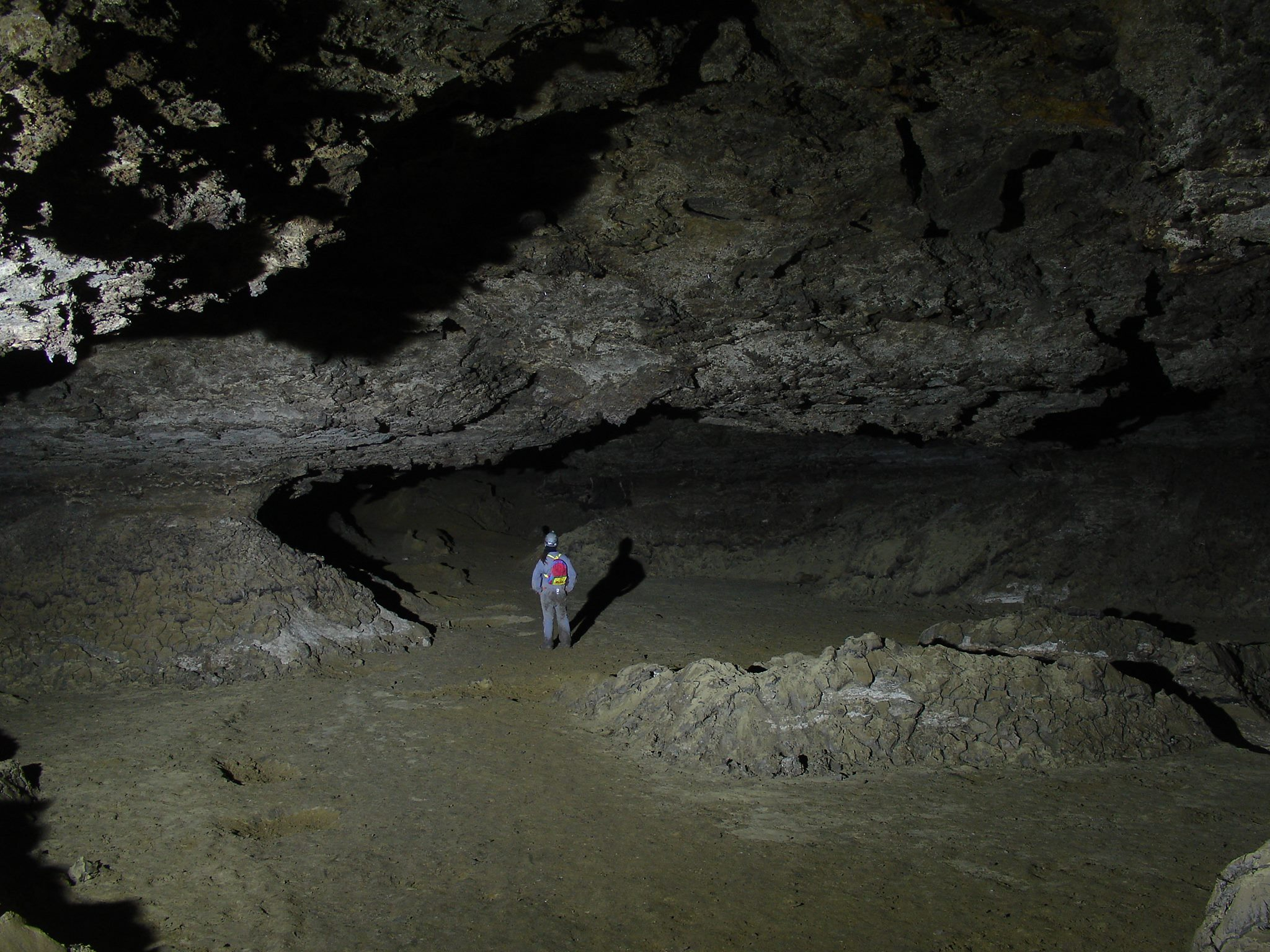
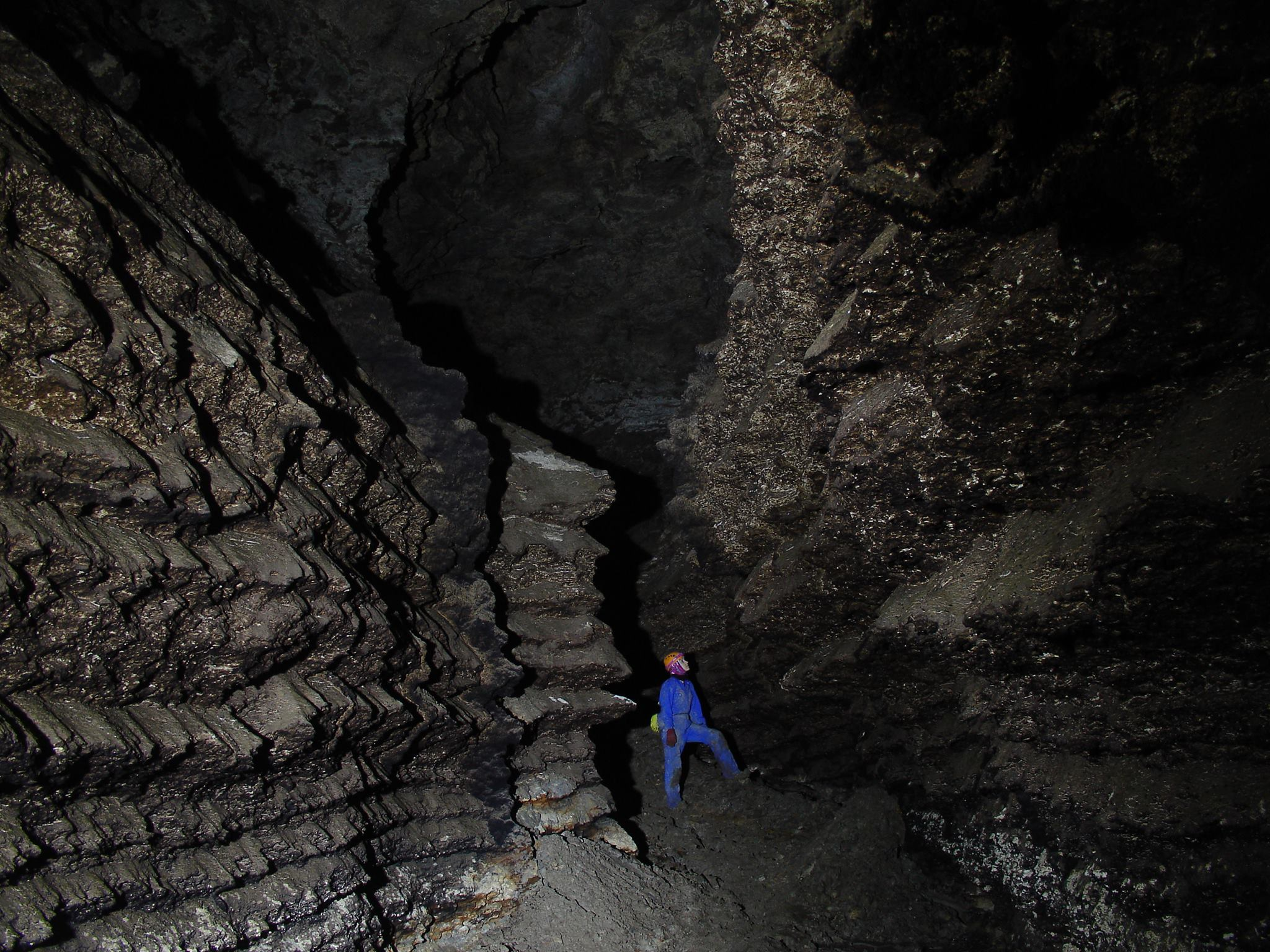
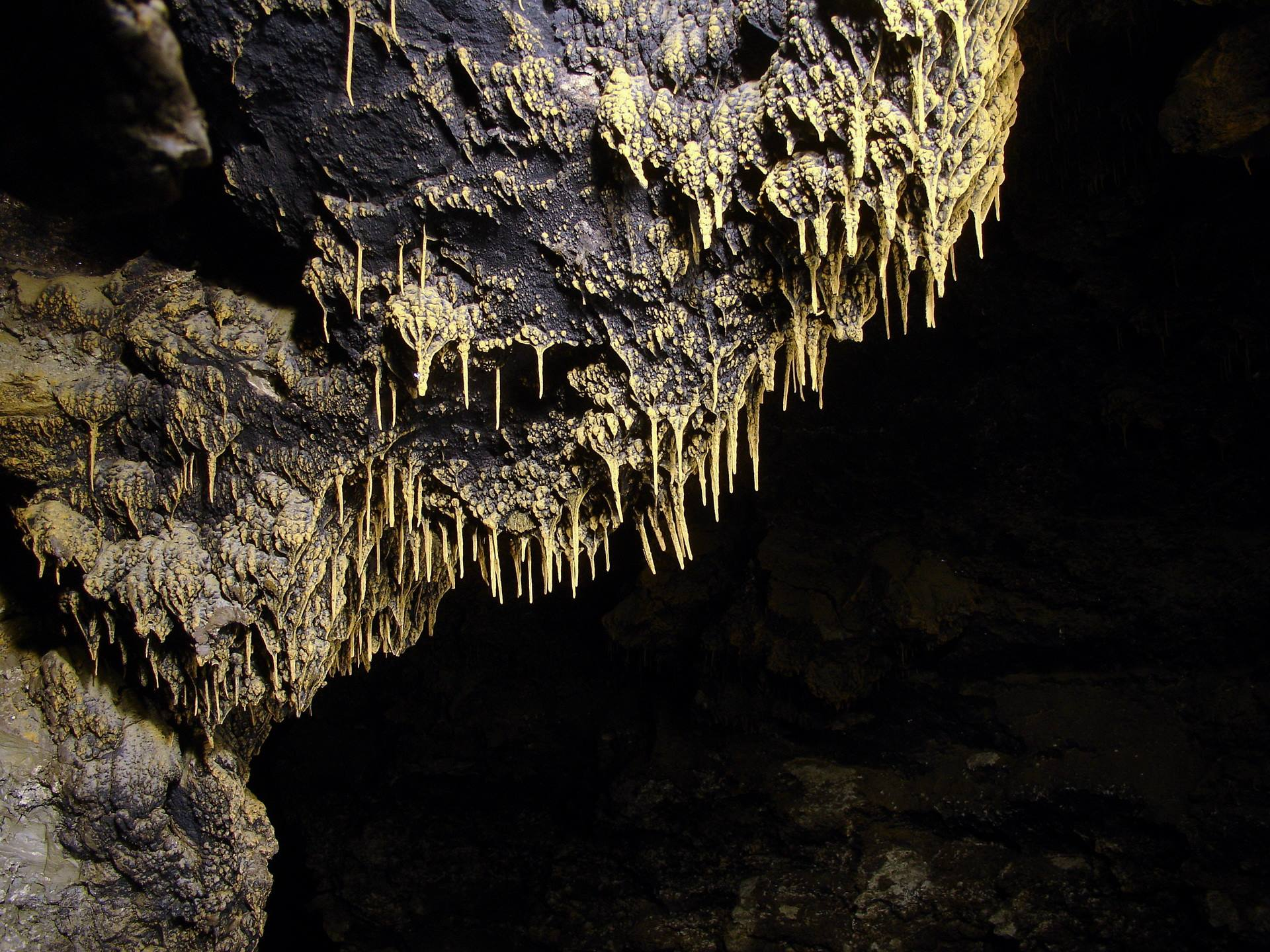